# Wilhelm Reuter (Pfarrer, 1888)
Wilhelm Reuter (* 19. April 1888 in Prath; † 13. August 1948 in Dernbach (Westerwald)) war ein katholischer Priester, Lyriker und Heimatdichter Westerwälder Mundart.

## Leben
Nach dem Tod des Vaters 1890 bewirtschaften Reuters Mutter Maria Elisabeth (geb. Veltens) und ihre sechs Kinder den vorhandenen Bauernbetrieb. Reuter besuchte zunächst das Gymnasium in Boppard und später das Gymnasium in Hadamar, wo er im Konvikt Collegium Bernardinum wohnte und wo er 1910 das Abitur ablegte. Klassenkameraden in Hadamar hatten Reuter, nachdem er seine dichterischen Fähigkeiten entdeckt hatte, in Anlehnung an den berühmten mecklenburgischen Heimatdichter Fritz Reuter, den Spitznamen „Fritz“ gegeben. Nach dem Abitur studierte Reuter Theologie in Fulda, ging 1912 nach Freiburg, bis er schließlich am Priesterseminar in Limburg 1914 die Weihe zum Priester erhielt. Nach seinen ersten Stellen als Kaplan in Arnstein und Niederselters ging er 1914/15 als Sanitäter in den Ersten Weltkrieg. Zurück vor Kriegsende wurde er Kaplan in Hochheim am Main, Griesheim und Frankfurt, 1925 Pfarrer-Vikar in Eppenhain Ruppertshain. 1928 wurde Reuter Pfarrer in Bremthal (mit Vockenhausen), 1935 übernahm er schließlich die vakante Pfarrstelle im 80 km entfernten Kirchspiel Breitenau mit den Gemeinden Breitenau, Deesen, Oberhaid, Wittgert. Reuter starb nach einer Hepatitis-Infektion im Krankenhaus in Dernbach. Er fand seine letzte Ruhe in seiner letzten Wirkungsstätte Breitenau, wo eine Straße nach ihm benannt ist.

## Werk
Der „Dichterpfarrer“ Wilhelm Reuter hat mehr als 200 Gedichte verfasst, hauptsächlich im moselfränkischen Dialekt seiner Nassauer Heimat, von denen auch mehrere vertont wurden. Etwa nach dem Ersten Weltkrieg verliert er seine hochdeutsche und zeitweise schwülstige Dichtweise und wendet sich der nassauisch-moselfränkischen Mundart zu. Nicht alle seine Gedichte sind gedruckt und zugänglich.
Es sind achtzehn volkstümliche Schauspiele von Reuter bekannt, acht davon in Druckausgaben, mindestens zwölf davon sind aufgeführt worden. Seine am häufigsten gespielte Stücke sind das Ammieche, die Harebouwe und der Schinnerhannes, der die meisten Zuschauer hatte. Seine Stücke handeln zumeist von historischen Ereignissen in Nassau oder am Rhein oder spielen im Westerwald. Reuter beschäftigte sich teils wochenlang mit einem Thema, schrieb den Text dann aber innerhalb von 14 Tagen ins Reine. Verschiedene Orte errichteten für Reuters Schauspiele Freilichtbühnen und wiederholten die Stücke den ganzen Sommer lang. Reuter gehörte in dieser Zeit zu meistgespielten Autoren am Mittelrhein. In der Zeit von 1938 bis 1945 wurden seine Stücke nicht gespielt, da es wohl beim Schinnerhannes Widerstände der örtlichen NSDAP-Stellen gab.
Neben seinem poetischen Schaffen beschäftigte sich Reuter mit Vogelkunde und Bienenzucht.

### Lyrik
Reuter schrieb Naturgedichte, geistliche Gedichte, aber auch eher melancholische Gedichte, die von der Sehnsucht nach Heimat, der Mutter und dem früh verstorbenen Vater handeln. Viele seiner lyrischen Werke haben einen hintergründigen Humor, der den Leser nicht nur erfreuen, sondern ihm auch Mut machen sollte. Unter dem Pseudonym „Fritz von Nassau“ veröffentlichte er wahrscheinlich 1912 seinen ersten Gedichtband Su gihn die Gäng, 1922, nun unter seinem richtigen Namen, folgte der zweite Gedichtband Gott, dau host vill Vehlcher. 1926 erschien bereits eine erweiterte zweite Auflage seines ersten Gedichtbandes. Posthum veröffentlichte Reuters Freund Alfons Bierbaum den vierten Gedichtband Wie schön … wie schwer … Poet zu sein. Besonders die Zeit von 1915 bis 1921 ist mit 138 Gedichten und Balladen durch sein lyrisches Schaffen gekennzeichnet. In seiner Frankfurter Zeit tritt das Heimweh als Thema auf. Johannes Pabst, ehemaliger Mitstudent in Fulda und Limburger Domkapellmeister, vertonte einige der Gedichte, die als Lieder Eingang ins Limburger Gesangbuch fanden. Die Breitenauerin Anneliese Gräf komponierte zu weltlichen Gedichten wie Mei Heimatland Melodien.

### Schauspiel
Vermutlich im Alter von 19 Jahren verfasste Reuter sein erstes Drama Dat Ammieche von de Goldbachmill, das jedoch erst 1927 gedruckt wurde. Im Stück sucht eine Müllerstochter den Tod, nachdem der von ihrem Vater als Schwiegersohn favorisierte, von ihr ungeliebte reiche Müller sie bedrängt und eine Heirat mit ihrem Liebsten, einem Schreinergesellen, ausgeschlossen scheint. Die Familientragödie fand bei den Zuschauern Zuspruch, da sich die elterliche Zustimmung zur Heirat oft nur am Vermögen des möglichen Schwiegersohns orientierte, was viele der Zuschauer bereits selbst in ihrer unmittelbaren Umgebung erfahren hatten. 1927 gelangte das Stück unter dem Gesellenverein Montabaur zur Uraufführung und hielt sich fast 40 Jahre auf den Bühnen von Laienspielgruppen. 1926 veröffentlichte er das idealisierende Stück Schinnerhannes de rheinische Räuwerschelm um den Räuberhauptmann Schinderhannes. Im Sommer 1929 kamen fast 40.000 Besucher zu den 18 Aufführungen der Nassauischen Freilichtbühne in Vockenhausen, um das historische Volksstück zu sehen. Erlöse der Vorführung kamen einem Anbau der Kirche in Vockenhausen zugute. 1930 wurde das Stück Mittelpunkt der Oberlahnsteiner Heimatspiele im Schillerpark.
Nach seinem Wechsel nach Breitenau 1935 schrieb Reuter weitere zehn bis zwölf Schauspiele. 1936 begannen die Haiderbacher Festspiele in Breitenau mit dem Ammieche, 1937 wurde der Schinnerhannes gezeigt.
Reuters erste nach dem Krieg gespielten Stücke waren 1946 das Ammieche, noch in einem Saal in Deesen, dann sein Kirmesspiel Tod oder Leben auf Treppen vor der Kirche in Breitenau. Reuter gründete nun die Spielschar Haiderbach und eröffnete für Freilichtspiele die Haiderbächer Heimatbühne. Im Sommer 1947 wurde auf der Freilichtbühne Lindenberg in Deesen das Stück Die Harebouwe (Zigeunerjungen) aufgeführt. In diesem Schauspiel wirkten 100 Laienschauspieler in 20 Sprechrollen mit. Es handelt von einem Diebstahl, der einem Zigeuner untergeschoben wurde. Ebenfalls 1947 wurde in der Abtei Marienstatt, nach der Renovierung, das Stück Unterm Krummstab zur Gründungszeit des Klosters uraufgeführt. Die Haiderbächer Heimatbühne zeigte 1948 Der Märzminister, zur Revolution 1848 im Herzogtum Nassau, und 1949, nach dem Tod Reuters, das mittelalterliche Genoveva, danach schloss die Bühne. Die Harebouwe wurden erstmals 1988, zum 100. Geburtstag Reuters, veröffentlicht.

## Werke
Lyrik
- Su gihn die Gäng : Gedichte, wie et su giht un wie mer schwätzt em Nassauer-Ländche, Verl. der Limburger Vereinsdruckerei, Limburg 1912.
- Gott, dau host vill Vehlcher, Gedichte in Nassauer Mundart, Elwert, Marburg 1922.
- Su gihn die Gäng : Gedichte, wie et su giht un wie mer schwätzt em Nassauer Ländche, Neue, verb. Ausg., Elwert, Marburg a.d. Lahn 1926.
- Wie schön … wie schwer … Poet zu sein, Hrsg. Alfons Bierbaum, Eigenverlag, Emmelshausen 1978.

Schauspiel (Auswahl)
- Schinnerhannes de rheinische Räuwerschelm, W. Kalb, Montabaur 1926.
- Dat Ammieche von de Goldbachmill, Drama aus dem Dorfleben in 4 Akten, Verlag des Nassauischen Vereins für ländliche Wohlfahrts- und Heimatpflege, Niederlahnstein, 1927.
- Der Freiheitsbaum, geschichtliches Volksstück in vier Akten, Verlag des Nassauischen Vereins für Ländliche Wohlfahrts- und Heimatpflege, Niederlahnstein 1930.
- Tod oder Leben, Haiderbächer Kirmesspiel, Haiderbach 1946.
- Genoveva : Tragödie in fünf Aufzügen, Hrsg. Alfons Bierbaum, Eigenverlag, Emmelshausen 1979.
- Die Harebouwe : Schauspiel in 5 Akten, 1. Aufl., Arbeitskreis Heimatgeschichte und Brauchtum des Westerwaldvereins, Zweigverein Montabaur,  Montabaur – einst und jetzt,  Nr. 6, Montabaur 1988.